# Issancourt-et-Rumel
Issancourt-et-Rumel é uma comuna francesa na região administrativa de Grande Leste, no departamento Ardenas. Estende-se por uma área de 5,51 km². Em 2010 a comuna tinha 391 habitantes (densidade: 71 hab./km²).